# Celtia palmensis
Celtia palmensis är en kräftdjursart som beskrevs av Brouwers 1993. Celtia palmensis ingår i släktet Celtia och familjen Trachyleberididae. Inga underarter finns listade i Catalogue of Life.